# Arrondissement Tours
Tours is een arrondissement van het Franse departement Indre-et-Loire in de regio Centre-Val de Loire. De onderprefectuur is Tours.

## Kantons
Het arrondissement was tot 2014  samengesteld uit de volgende kantons:
- Kanton Amboise
- Kanton Ballan-Miré
- Kanton Bléré
- Kanton Chambray-lès-Tours
- Kanton Château-la-Vallière
- Kanton Château-Renault
- Kanton Joué-lès-Tours-Nord
- Kanton Joué-lès-Tours-Sud
- Kanton Luynes
- Kanton Montbazon
- Kanton Montlouis-sur-Loire
- Kanton Neuillé-Pont-Pierre
- Kanton Neuvy-le-Roi
- Kanton Saint-Avertin
- Kanton Saint-Cyr-sur-Loire
- Kanton Saint-Pierre-des-Corps
- Kanton Tours-Centre
- Kanton Tours-Est
- Kanton Tours-Nord-Est
- Kanton Tours-Nord-Ouest
- Kanton Tours-Ouest
- Kanton Tours-Sud
- Kanton Tours-Val-du-Cher
- Kanton Vouvray

Na de herindeling van de kantons bij decreet van 18 februari 2014 met uitwerking op 22 maart 2015 zijn dat:
- Kanton Amboise
- Kanton Ballan-Miré
- Kanton Bléré
- Kanton Château-Renault
- Kanton Joué-les-Tours
- Kanton Langeais  (deel : 15/29)
- Kanton Montlouis-sur-Loire
- Kanton Monts
- Kanton Saint-Cyr-sur-Loire
- Kanton Saint-Pierre-des-Corps
- Kanton Tours-1
- Kanton Tours-2
- Kanton Tours-3
- Kanton Tours-4
- Kanton Vouvray